# IJsbaanpad
Het IJsbaanpad is een straat in Amsterdam-Zuid, tussen de Amstelveenseweg en de Schinkel.
De Amsterdamsche IJsclub (AIJC) had een terrein bij de Schinkel in gebruik, dat onder water werd gezet in de winter om een ijsvlakte te laten ontstaan. De weg daarheen kreeg daarom in 1949 de naam IJsbaanpad. Op het vroegere terrein van de ijsclub bevinden zich nu tennisbanen.
Bekende gebouwen aan de straat zijn:
- het voormalige Burgerweeshuis-gebouw van Aldo van Eyck,
- de Sporthallen Zuid,
- het Frans Otten Stadion.

De witte "Na-Druk-Geluksbrug" (brug 999) over de Stadiongracht, ontworpen door René van Zuuk, verbindt sinds 2009 het IJsbaanpad met het Amsterdamse Olympisch Stadion.
Het IJsbaanpad wordt gekruist door een spoorbaan waarover de Electrische Museumtramlijn Amsterdam rijdt. Naast de spoorbaan ligt een fietspad van de Sportasroute.
Aan het eind van het IJsbaanpad bevindt zich de Nieuwe Meersluis of Schinkelsluis, die Schinkel met Nieuwe Meer verbindt. Nabij deze sluis bevinden zich woonarken ("woonboten"), de meeste daarvan zijn aan steigers gelegen. In de eerste helft van de twintigste eeuw lag op die plek in de rivier het Schinkelbad, een houten buitenzwembad. Bij een plateau aan het gekanaliseerde riviertje bevindt zich het beeldhouwwerk Water, aarde, lucht van Jan Meefout.

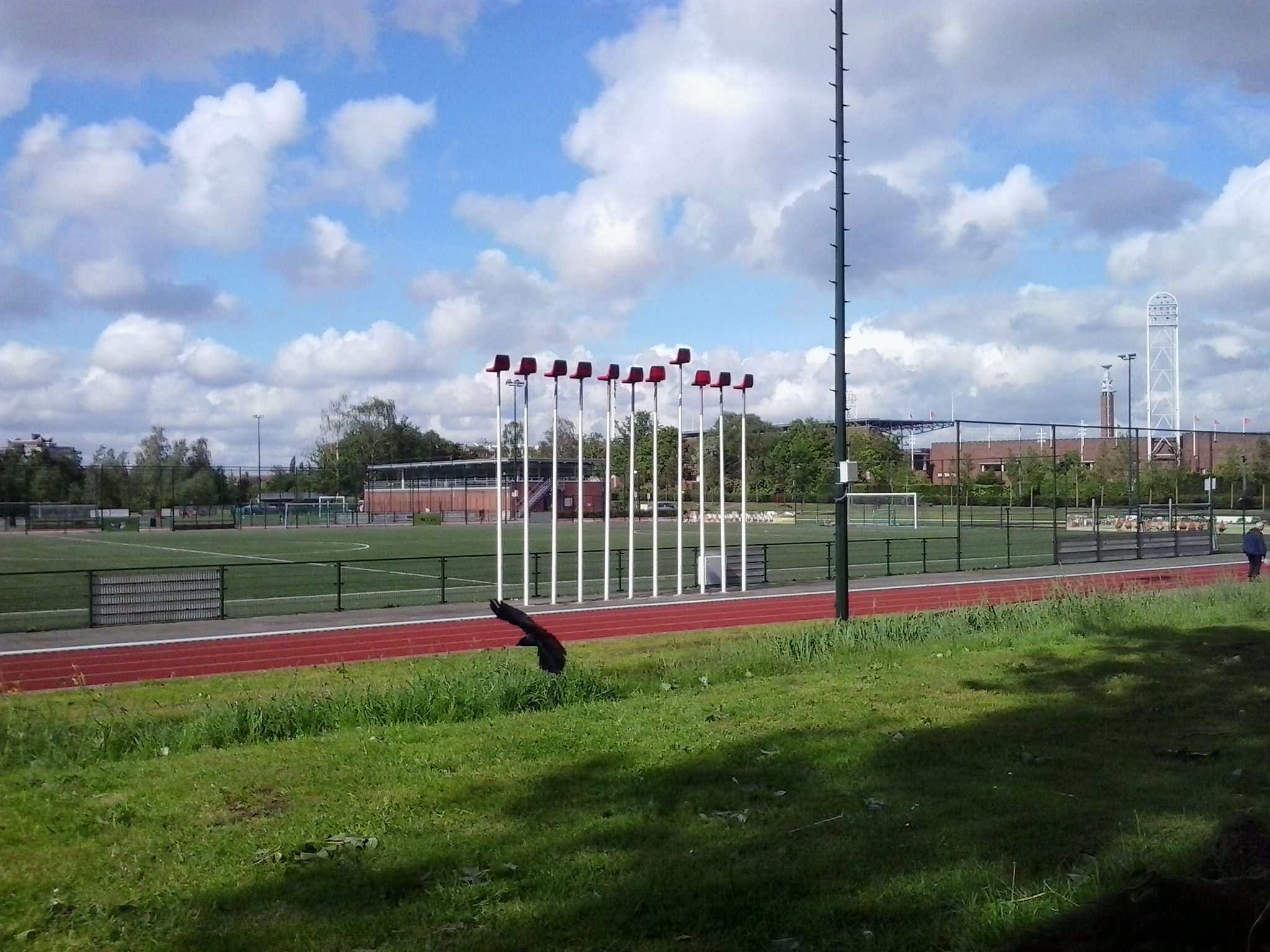
Voetbalvelden van ASV Arsenal aan het IJsbaanpad, met rechtsachter het Olympisch Stadion